# Ngã Năm (thị xã)
Ngã Năm là một thị xã cũ thuộc tỉnh Sóc Trăng cũ, Việt Nam.

## Địa lý
Thị xã Ngã Năm nằm ở phía tây nam tỉnh Sóc Trăng, nằm cách thành phố Sóc Trăng khoảng 60 km, cách trung tâm thành phố Cần Thơ khoảng 80 km, cách trung tâm Thành phố Hồ Chí Minh khoảng 298 km, có vị trí địa lý:
- Phía đông giáp huyện Mỹ Tú
- Phía tây giáp huyện Hồng Dân và huyện Phước Long, tỉnh Bạc Liêu
- Phía nam giáp huyện Thạnh Trị và huyện Vĩnh Lợi, tỉnh Bạc Liêu
- Phía bắc giáp thị xã Long Mỹ và huyện Long Mỹ, tỉnh Hậu Giang.

## Hành chính
Thị xã Ngã Năm có 8 đơn vị hành chính cấp xã trực thuộc, bao gồm 3 phường: 1, 2, 3 và 5 xã: Long Bình, Mỹ Bình, Mỹ Quới, Tân Long, Vĩnh Quới.
Bản đồ hành chính thị xã Ngã Năm, tỉnh Sóc Trăng

## Lịch sử
Nguồn gốc tên gọi: Tên gọi này xuất hiện sau khi người Pháp đào kênh Phụng Hiệp – Cà Mau (còn gọi là kênh Quản Lộ – Phụng Hiệp) cắt ngang một con rạch tự nhiên (Xẻo Chích) tạo thành một ngã năm sông.
Ngày 16 tháng 6 năm 1969, chính quyền Việt Nam Cộng hòa cho lập quận Ngã Năm thuộc tỉnh Ba Xuyên trên cơ sở tách đất từ quận Thạnh Trị cùng tỉnh và quận Long Mỹ của tỉnh Chương Thiện trước đó; quận lỵ đặt tại xã Vĩnh Quới. Quận Ngã Năm khi đó gồm 5 xã: Tân Long, Mỹ Quới, Vĩnh Lợi, Vĩnh Quới (4 xã này nguyên thuộc quận Thạnh Trị, tỉnh Ba Xuyên) và Vĩnh Tân (nguyên thuộc quận Long Mỹ, tỉnh Chương Thiện).
Sau ngày 30 tháng 4 năm 1975, quận Ngã Năm bị giải thể, sáp nhập vào quận Thạnh Trị và trở thành huyện Thạnh Trị thuộc tỉnh Hậu Giang.
Ngày 20 tháng 9 năm 1975, Bộ Chính trị ban hành Nghị quyết số 245-NQ/TW về việc hợp nhất tỉnh Cần Thơ (ngoại trừ huyện Thốt Nốt), tỉnh Sóc Trăng, tỉnh Trà Vinh, tỉnh Vĩnh Long thành một tỉnh, tên gọi tỉnh mới cùng với nơi đặt tỉnh lỵ sẽ do địa phương đề nghị lên.
Ngày 20 tháng 12 năm 1975, Bộ Chính trị ban hành Nghị quyết số 19/NQ về việc hợp nhất tỉnh Cần Thơ (bao gồm cả huyện Thốt Nốt của tỉnh Long Xuyên), tỉnh Sóc Trăng thành một tỉnh mới, tên gọi tỉnh mới cùng với nơi đặt tỉnh lỵ sẽ do địa phương đề nghị lên.
Ngày 24 tháng 2 năm 1976, Chính phủ Cách mạng lâm thời Cộng hòa miền Nam Việt Nam ban hành Nghị định số 3/NQ/1976 về việc hợp nhất tỉnh Cần Thơ, tỉnh Sóc Trăng và thành phố Cần Thơ thành một tỉnh mới, lấy tên là tỉnh Hậu Giang.
Ngày 26 tháng 12 năm 1991, Quốc hội ban hành Nghị quyết về việc chia tỉnh Hậu Giang thành tỉnh Cần Thơ và tỉnh Sóc Trăng. Huyện Thạnh Trị thuộc tỉnh Sóc Trăng.
Ngày 31 tháng 10 năm 2003, Chính phủ ban hành Nghị định số 127/2003/NĐ-CP về việc thành lập huyện Ngã Năm thuộc tỉnh Sóc Trăng trên cơ sở 24.196,81 ha diện tích tự nhiên và 77.056 người của thị trấn Ngã Năm và 7 xã: Tân Long, Long Bình, Mỹ Quới, Mỹ Bình, Long Tân, Vĩnh Quới, Vĩnh Biên của huyện Thạnh Trị.
Sau khi thành lập, huyện Ngã Năm có 24.196,81 ha diện tích tự nhiên và 77.056 người với 8 đơn vị hành chính trực thuộc, gồm 1 thị trấn và 7 xã.
Ngày 26 tháng 11 năm 2003, Quốc hội ban hành Nghị quyết số 22/2003/QH11 về việc chia tỉnh Cần Thơ thành thành phố Cần Thơ trực thuộc trung ương và tỉnh Hậu Giang.
Ngày 22 tháng 4 năm 2010, Bộ Xây dựng ban hành Quyết định số 474/QĐ-BXD về việc công nhận thị trấn Ngã Năm là đô thị loại IV.
Ngày 29 tháng 12 năm 2013, Chính phủ ban hành Nghị quyết số 133/NQ-CP về việc:
- Thành lập thị xã Ngã Năm thuộc tỉnh Sóc Trăng trên cơ sở toàn bộ 24.224,35 ha diện tích tự nhiên và 84.022 nhân khẩu của huyện Ngã Năm.
- Thành lập Phường 1 thuộc thị xã Ngã Năm trên cơ sở toàn bộ 1.955,9 ha diện tích tự nhiên và 17.221 nhân khẩu của thị trấn Ngã Năm.
- Thành lập Phường 2 thuộc thị xã Ngã Năm trên cơ sở toàn bộ 4.476,63 ha diện tích tự nhiên và 18.103 nhân khẩu của xã Long Tân.
- Thành lập Phường 3 thuộc thị xã Ngã Năm trên cơ sở toàn bộ 3.370,6 ha diện tích tự nhiên và 8.390 nhân khẩu của xã Vĩnh Biên.

Sau khi thành lập, thị xã Ngã Năm có 24.224,35 ha diện tích tự nhiên và 84.022 người với 8 đơn vị hành chính cấp xã trực thuộc, bao gồm 3 phường: 1, 2, 3 và 5 xã: Tân Long, Long Bình, Mỹ Quới, Mỹ Bình, Vĩnh Quới.
Ngày 12 tháng 6 năm 2025, Quốc hội ban hành Nghị quyết số 202/2025/QH15 về việc sắp xếp đơn vị hành chính cấp tỉnh (nghị quyết có hiệu lực từ ngày 12 tháng 6 năm 2025). Theo đó, sáp nhập tỉnh Hậu Giang và tỉnh Sóc Trăng vào thành phố Cần Thơ.
Ngày 16 tháng 6 năm 2025, Quốc hội ban hành Nghị quyết số 203/2025/QH15 về việc Sửa đổi, bổ sung một số điều của Hiến pháp nước Cộng hòa xã hội chủ nghĩa Việt Nam. Theo đó, kết thúc hoạt động của đơn vị hành chính cấp huyện trong cả nước từ ngày 1 tháng 7 năm 2025.

## Kinh tế - xã hội
Ngã Năm là vùng kinh tế trọng điểm phía Tây của tỉnh Sóc Trăng.
Thị xã Ngã Năm là cửa ngõ thủy, bộ quan trọng đi vào các tỉnh Bạc Liêu, Cà Mau thông qua tuyến Quốc lộ Quản Lộ Phụng Hiệp và Kênh Xáng Quản Lộ – Phụng Hiệp.

### Giáo dục
Thị xã Ngã năm có 8 trường mẫu giáo, 19 trường Tiểu học, 7 trường THCS, 2 Trường THPT, 1 trường THPT&THCS và 1 Trung tâm giáo dục thường xuyên. Trong đó trường THPT Mai Thanh Thế là trường lớn nhất tỉnh Sóc Trăng về số lượng học sinh.

## Dân số
Thị xã Ngã Năm có diện tích 242,15 km², dân số năm 2017 là 80.995 người, mật độ dân số đạt 334 người/km².
Thị xã Ngã Năm có diện tích 241,93 km², dân số thường trú tính đến ngày 31/12/2022 là 74.758 người, mật độ dân số đạt 309 người/km².
Thị xã Ngã Năm có diện tích 241,93 km², dân số quy đổi tính đến ngày 31/12/2022 là 108.995 người, mật độ dân số đạt 450 người/km².
Thị xã Ngã Năm có diện tích 241,94 km², dân số quy đổi tính đến ngày 31/12/2024 là 109.747 người, mật độ dân số đạt 453 người/km².

## Văn hóa - du lịch
- Chợ nổi Ngã Năm
- Vườn cò Tân Long
- Tượng đài chiến thắng chi khu Ngã Năm
- Miếu Bà chúa xứ Mỹ Đông
- Chùa Phật Nổi (còn gọi là chùa Bửu Long)
- Chùa Ô Chum.

## Giao thông
Trên địa bàn thị xã có 2 quốc lộ: Quốc lộ Quản Lộ – Phụng Hiệp và Quốc lộ 61B đi qua.